# Nemaliales
Nemaliales, red crvenih algi iz razreda Florideophyceae. Pripada mu 283 vrsta. Ime je došlo po rodu Nemalion.

## Porodice i broj vrsta
1. Galaxauraceae P.G.Parkinson 58
2. Liagoraceae Kützing 152
3. Liagoropsidaceae S.-M.Lin, Rodríguez-Prieto & Huisman 2
4. Nemaliaceae (Farlow) De Toni & Levi 9
5. Scinaiaceae Huisman, J.T.Harper & G.W.Saunders 59
6. Yamadaellaceae S.-M.Lin, Rodríguez-Prieto & J.M.Huisman 3